# Hilde Bruch
Hilde Bruch (11 de marzo de 1904 - 15 de diciembre de 1984) fue una psiquiatra y psicoanalista estadounidense nacida en Alemania , conocida principalmente por su trabajo sobre los trastornos alimentarios y la obesidad .
Bruch emigró a los Estados Unidos en 1934. Trabajó y estudió en varias instalaciones médicas en la ciudad de Nueva York y Baltimore antes de convertirse en profesora de psiquiatría en el Baylor College of Medicine en Houston en 1964.
En 1973 publicó su obra fundamental Eating Disorders : Obesity, Anorexia Nervosa, and the Person Within .  Este libro se basó en observaciones y tratamientos de los trastornos alimentarios, como la anorexia nerviosa , durante varias décadas. En 1978 publicó The Golden Cage: the Enigma of Anorexia Nervosa,  una destilación de los trastornos alimentarios dirigida al lector lego. Sus otros trabajos incluyen Don't Be Afraid of Your Child (1952), The Importance of Overweight (1957),  y Learning Psychotherapy: Rationale and Ground Rules (1974).  Un trabajo final, Conversaciones con anoréxicos (1988)  se publicó póstumamente.

## Biografía
Hilde Bruch nació en la pequeña ciudad alemana de Dülken , en el Bajo Rin, cerca de la frontera holandesa. Era la tercera de siete hijos, con cuatro hermanos y dos hermanas. Sus padres, Hirsch y Adele (Rath) Bruch eran miembros de la comunidad judía local.
A una edad temprana, Bruch quiso estudiar matemáticas. Sin embargo, un tío la convenció de que la medicina ofrecía mejores posibilidades profesionales para una mujer judía. Estudió en la Universidad Albert Ludwig de Friburgo de Brisgovia , donde se graduó como doctora en medicina en 1929.
Bruch aceptó puestos académicos en la Universidad de Kiel y, posteriormente, en la Universidad de Leipzig , donde realizó investigaciones y estudios durante dos años. Esto coincidió con un período de creciente antisemitismo en Alemania y en la universidad, que finalmente obligó a Bruch a abandonar su carrera académica. En octubre de 1932 se trasladó a un consultorio pediátrico privado en Ratingen , cerca de Düsseldorf . Sin embargo, las condiciones de la comunidad judía en Alemania continuaron deteriorándose y en abril de 1933 se promulgó una legislación que restringía severamente la "actividad judía" en las profesiones médicas y legales. Bruch fue persuadida de huir a Inglaterra en junio de 1933. Se quedó en Londres durante un año, trabajando en el East End Maternity Hospital, que sirvió a la comunidad de inmigrantes judíos en el empobrecido East End de Londres .

## Carrera profesional
En septiembre de 1934 Bruch emigró a los Estados Unidos y se instaló en la ciudad de Nueva York, donde trabajó en el hospital Babies'. Obtuvo su licencia de pediatría en 1935 y se convirtió en ciudadana estadounidense en 1940. En 1937 comenzó a investigar la obesidad en niños, habiendo obtenido una beca de la Fundación Josiah Macy, Jr.. Esto marcaría el comienzo de su participación profesional en los trastornos alimentarios.
De 1941 a 1943, Bruch estudió psiquiatría en la Universidad Johns Hopkins, una universidad privada de investigación en Baltimore, Maryland. Recibió formación psicoanalítica y estudió con varios psiquiatras notables, incluidos Frieda Fromm-Reichmann, Harry Stack Sullivan, Theodore Lidz y Lawrence S. Kubie. En 1943 Bruch regresó a Nueva York, abrió una consulta psicoanalítica privada y enseñó en la Universidad de Columbia, donde se afilió al College of Physicians and Surgeons. Fue nombrada profesora clínica asociada en 1954 y profesora en 1959.
En 1964, Bruch aceptó un puesto como profesora de psiquiatría en Baylor College of Medicine de Houston. Viviría el resto de su vida en Houston; sin embargo, antes de partir de Nueva York, compró un Rolls-Royce y dijo que "nunca se inclinaría ante los tejanos en Cadillacs".